# Klaviersonate Nr. 17 (Beethoven)
Die Klaviersonate Nr. 17 d-Moll op. 31 Nr. 2 wurde in den Jahren 1801 bis 1802 von Ludwig van Beethoven komponiert. Sie ist auch bekannt unter dem Namen Der Sturm, eine Bezeichnung, die auf eine angebliche, vom Beethoven-Biographen Anton Felix Schindler behauptete Äußerung des Komponisten zurückgeht, die die Sonate mit William Shakespeares Drama Der Sturm in Verbindung bringt.

## Entstehungsgeschichte
Die Sonate entstand in den Jahren 1801 und 1802 und muss Anfang des Jahres 1802 der Vollendung nahe gewesen sein, denn am 22. April 1802 bot Beethovens Bruder Karl sie dem Verlag Breitkopf & Härtel an. Das führte zu einem heftigen Streit zwischen den Brüdern, da Beethoven sie bereits dem Verleger Nägeli in Zürich versprochen hatte.

## Aufbau
- Erster Satz: Largo/Allegro, d-Moll, alla breve, 228 Takte
- Zweiter Satz: Adagio, B-Dur, 3/4 Takt, 103 Takte
- Dritter Satz: Allegretto, d-Moll, 3/8 Takt, 399 Takte

### Erster Satz

Takt 1-6 des ersten Satzes

Der Satz beginnt (largo und pianissimo) mit einem arpeggierten A-Dur-Akkord und einem durch dessen Töne aufsteigenden Motiv. Nach der Fermate im zweiten Takt antwortet eine aus Seufzersekunden gebildete Allegro-Passage in der Grundtonart, die aber schon in Takt 6 wieder angehalten wird: Adagio, und auf ein sforzando folgt erneut eine Fermate: piano in A-Dur. Wie in einem zweiten Anlauf erscheint darauf der Arpeggio-Akkord erneut: Largo und pianissimo und in einer Fermate endend, diesmal jedoch in C-Dur. Danach nimmt der Satz „Fahrt auf“: ein in F-Dur beginnende Überleitung führt zum ersten Thema in d-Moll (Takt 21). Ein einfaches im Bass aufsteigendes Dreiklangsmotiv im forte, das im Diskant durch eine den Ton „A“ umkreisende Figur im piano beantwortet wird, begleitet von unruhigen Achteltriolen. Das zweite Thema folgt nach sehr kurzer Überleitung in Takt 41 und steht in a-Moll, setzt jedoch auf der E-Dur-Dominante ein. Es erinnert in seiner Struktur an die Passagen der Einleitung, die den arpeggierten Largo-Akkorden folgten. Der Satzausklang (Takt 52 bis 92) stellt zunächst a-Moll und B-Dur gegeneinander und leitet dann mit einer aus dem tiefen Bass aufsteigenden Achtelfigur nach a-Moll zurück (ab Takt 74). Die Exposition schließt mit einer auskomponierten Fermate auf einem dreifach oktavierten nicht harmonisierten A im Bass.
Die Durchführung beginnt mit drei arpeggierten Akkorden, wieder Largo und pianissimo, dann folgt die Verarbeitung des ersten Themas im fortissimo, immer wieder auch durch sforzando-Akzente unterbrochen. Ab Takt 121 folgt eine aufgeregte Manifestation des A-Dur Akkords, die mit einem fortissimo-Akkord (Takt 133) endet.
Viele Autoren sehen erst Takt 21 als Beginn der Exposition an. Takt 41 ff. betrachten sie als zweites Expositionsthema. Die ersten 20 Takte gehören nach dieser Erklärung zur Einleitung. Sie beziehen sich auf den Anfang des Satzes in der Dominante A-Dur statt der üblichen Tonika (d-Moll), sowie auf die harmonische Instabilität der Takte 1 - 21. Daniel Barenboim bezeichnet die ersten zwei Takte der Sonate als "Einbruch des Irrealen, ähnlich dem Auftritt des Komturs in Mozarts Don Giovanni".

Demgegenüber zeigen Richard Rosenberg und Jürgen Uhde, dass die beiden dualistischen Elemente einer Exposition bereits im Gegensatz von Takt 1-2 und 2-6 beginnen. Takt 1 und 2 bringt einen arpeggierten Sextakkord, sowie drei einzelne Akkordtöne, während Takt 2-6 auf einer absteigenden Tonleiter mit Tonwiederholungen beruht. Der Gegensatz zwischen langsamer Akkordbrechung und bewegtem Lauf (im folgenden Teil I und II genannt) ist deutlich spürbar und wird auch von Beethoven durch die Tempobezeichnungen Largo und Allegro dargestellt. Auch die Dynamik unterstreicht diesen Gegensatz. Während Teil I eine gleichbleibende Dynamik (pp) hat, durchläuft Teil II einen an- und abschwellenden Lautstärkebogen (p - crescendo - sf - decrescendo - p). Man kann dies (auch im weiteren Verlauf des Satzes) als Dialog bzw. Rede und Gegenrede - wobei Teil I das Objektive und Teil II das Subjektive repräsentiert -, oder auch als Actio und Reactio interpretieren. Die Takte 7-20 lehnen sich zunächst an dieses Modell an: einem arpeggierten Akkord (Largo) folgt eine bewegter Achtel-Lauf im Allegro, allerdings beginnt die Sequenz nun in C-Dur, der Dominante der Dur-Parallele F-Dur und die Achtelbewegung (zunächst in F-Dur) folgt nur anfangs dem Vorbild der Takte 2–6: die zunächst absteigende Figur steigt schon in Takt 9 in immer größer werdenden Intervallen nach oben und erreicht in Takt 12 schließlich den Oktavabstand, wobei die linke Hand verminderte Akkorde auf den Zählzeiten 2 und 4 einwirft. In Takt 13 beginnt dann der Abstieg, die Spitzentöne der Figur bilden nun den Akkord der Grundtonart d-moll. 

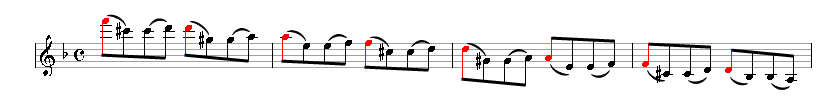
Spitzentöne der rechten Hand in Takt 13 ff. des ersten Satzes

Takt 21-40 greift die Gegensätze auf und entwickelt sie fort. Die Dreiklangstöne von Teil I erscheinen nun jeweils im Bass und werden von einer Teil II fortführenden Sekundfigur der rechten Hand beantwortet. Diese Antwort von Teil II wird ab Takt 30 auf einen Einzelton reduziert, welcher allerdings durch seine abgesetzte Tonhöhe deutliches Gewicht bekommt. Ein neuer rhythmischer Fluss entsteht durch die Triolenbewegung der Mittelstimme.
Einen Einschnitt stellt das auf Takt 41, von vielen als zweites Expositionsthema interpretierte Material dar. Es ist rhythmisch durch seine Achtelbewegung von der vorhergehenden Triolenbewegung abgegrenzt. Dennoch sind auch hier die grundlegenden Elemente des Satzanfanges - Akkord und Sekundbewegung - nachweisbar.

### Zweiter Satz
Das Adagio beginnt wie der erste Satz mit einem arpeggierten Akkord in tiefer Lage, beantwortet durch ein kurzes Motiv im Diskant. Ab Takt 17 folgt ein von der rechten Hand akkordisch gestaltetes Thema, begleitet von tremolierenden Oktaven der linken Hand im tiefen Bass und übergreifend im Diskant. Nach einem kurzen Zwischenspiel (Takt 31–37) in F-Dur wird das Motiv der tremolierenden Oktaven im tiefen Bass wiederaufgenommen, die Musik erstarrt harmonisch auf der F-Dur-Dominante mit kleiner None (Takt 38–41). Ein kurzes Sforzando (Takt 42) führt zum ersten Thema zurück. Der zweite Satz endet mit einer sehr ungewöhnlich betonten Kurzmelodie (Takt 103)

### Dritter Satz
Das abschließende Allegretto ist - schon das Notenbild macht dies deutlich - von einer kontrastarmen durchlaufenden Sechzehntelmotorik geprägt. Die Verbindung zu den vorangegangenen Sätzen kann in den Figuren der linken Hand gesehen werden, die gleich zu Beginn arpeggierende Akkorde darstellen.

## Rezeption
„Diese Sonate ist vollkommen. Die Einheit der Idee und des tragischen Charakters, die, durch keine Episode gestörte Kunstform, das Romantisch-pittoreske des ganzen Tongemäldes werden nie verfehlen, die größte Wirkung zu machen, wenn die Fantasie des Spielers mit seiner Kunstfertigkeit auf gleich hoher Stufe steht.“
Carl Czerny war Beethovens Schüler. In seinem Buch gibt er aufführungspraktische Anweisungen, die Aufschlüsse geben, wie seine oder gar Beethovens eigene klangliche Interpretation ausgeschaut haben könnte.